# Llista de coses que duen el nom de Paul Erdős

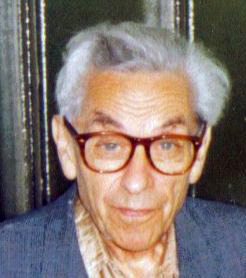
Paul Erdős

Els següents termes duen el nom del matemàtic hongarès Paul Erdős:
- Premi de Paul Erdős de la Federació Mundial de Competicions Matemàtiques Nacionals
- Premi Erdős
- Conferències Erdős
- Nombre d'Erdős
- Cardinal d'Erdős
- Nombre d'Erdős-Nicolas
- Conjectura d'Erdős — una llista de les nombroses conjectures que duen el nom d'Erdős; Vegeu també la llista de conjectures de Paul Erdős.
  - Conjectura d'Erdős–Turán de bases additives
  - Conjectura d'Erdős sobre progressions aritmètiques
  - Problema de la discrepància d'Erdős
  - Problema d'Erdős de les distàncies distintes
  - Conjectura de Burr–Erdős
  - Conjectura de Cameron-Erdős
  - Conjectura d'Erdős–Faber–Lovász
  - Conjectura d'Erdős-Graham — vegeu problema d'Erdős-Graham
  - Conjectura d'Erdős–Hajnal
  - Conjectura d'Erdős–Gyárfás
  - Conjectura d'Erdős–Straus
  - Conjectura d'Erdős–Szekeres o problema del final feliç
  - Conjectura d'Erdős–Turán
- Constant de Copeland–Erdős
- Constant d'Erdős–Tenenbaum–Ford
- Nombre d'Erdős-Bacon
- Constant d'Erdős–Borwein
- Graf d'Erdős–Diofant
- Desigualtat d'Erdős–Mordell
- Desigualtat d'Erdős–Turán
- Desigualtat de Chung–Erdős
- Model d'Erdős–Rényi
- Espai d'Erdős
- Teoremes d'Erdős
  - Teorem de De Bruijn–Erdős (teoria de grafs)
  - Teorema de De Bruijn–Erdős (geometria d'incidència)
  - Teorema de Davenport–Erdős
  - Teorema d'Erdős–Anning
  - Teorema d'Erdős–Beck
  - Teorema de Erdős–Dushnik–Miller
  - Teorema d'Erdős–Fuchs
  - Teorema d'Erdős–Gallai
  - Teorema d'Erdős–Ginzburg–Ziv
  - Teorema d'Erdős–Kac
  - Teorema d'Erdős–Ko–Rado
  - Teorema d'Erdős–Nagy
  - Teorema d'Erdős–Pósa
  - Teorema d'Erdős–Rado
  - Teorema d'Erdős-Stone
  - Teorema d'Erdős–Szekeres
  - Teorema d'Erdős–Szemerédi
  - Teorema d'Erdős–Tetali
  - Teorema d'Erdős-Wintner
- Problema d'Erdős–Ulam
- Nombre d'Erdős-Woods
- Teorema de Hsu–Robbins–Erdős
  - Llei de l'arcsinus d'Erdős
  - Equació d'Erdős–Moser